# Tristaniopsis laurina
Tristaniopsis laurina är en myrtenväxtart som först beskrevs av James Edward Smith, och fick sitt nu gällande namn av Peter G.Wilson och John Teast Waterhouse. Tristaniopsis laurina ingår i släktet Tristaniopsis och familjen myrtenväxter. Inga underarter finns listade i Catalogue of Life.

## Bildgalleri

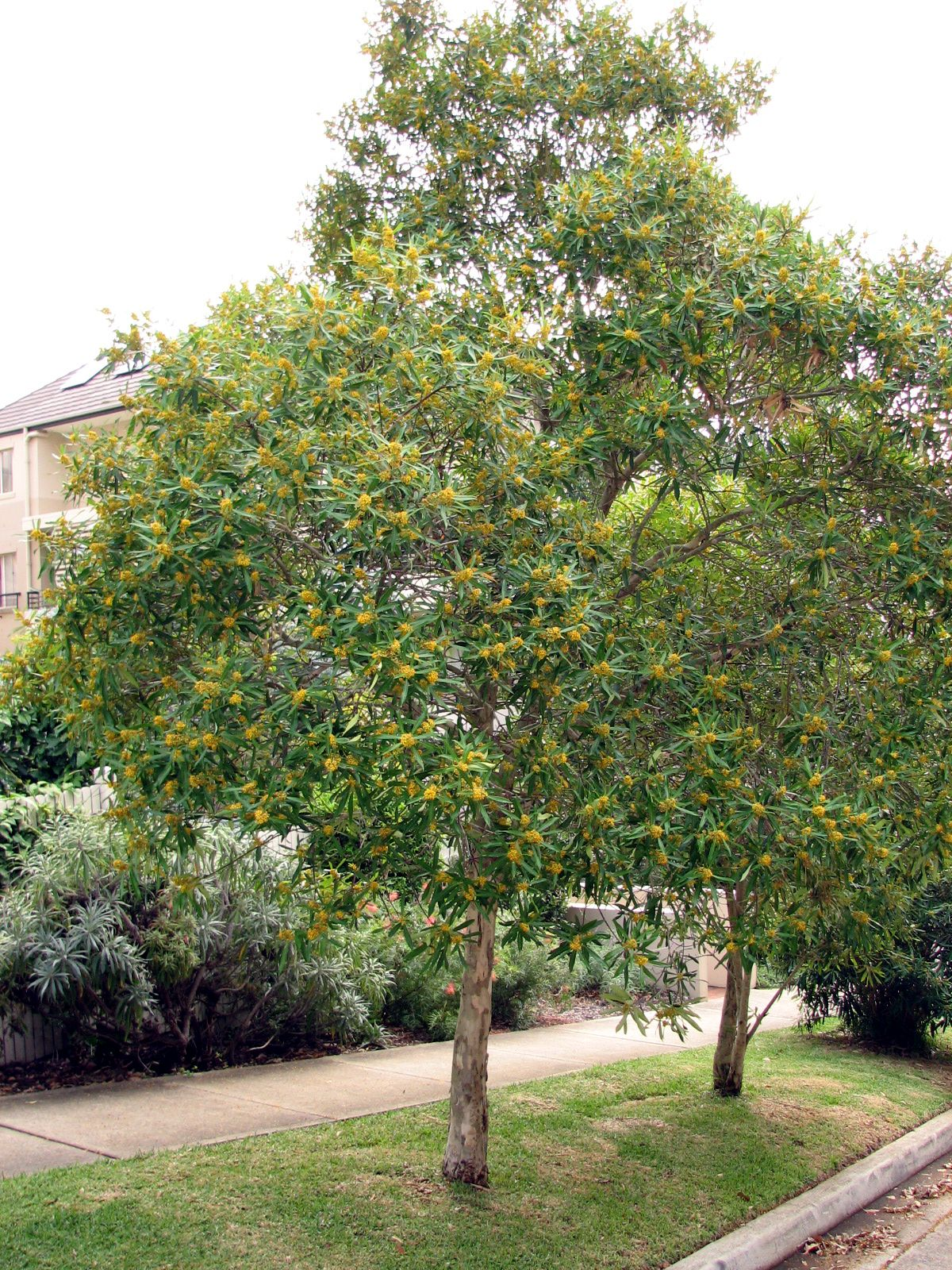